# Arne-Bernd Rhaue
Arne-Bernd Rhaue (* 25. November 1954 in Görlitz) ist ein deutscher Maler und Bildhauer.

## Biographie
Arne-Bernd Rhaue studierte von 1975 bis 1981 Bildhauerei an der Akademie der Bildenden Künste Nürnberg. Er war Meisterschüler bei Wilhelm Uhlig. Er erhielt 1983 den Preis des Förderkreises Bildende Kunst in Nürnberg. Von 1983 bis 1984 unternahm er eine Reise durch Südamerika. Von 1984 bis 1985 hatte er einen Lehrauftrag an der Akademie der Bildenden Künste in Nürnberg. 1986 wechselte er seinen Wohnsitz nach Köln und war 1987 erster „artist in residence“ der Kunst-Station Sankt Peter in Köln. Es folgte ein Jahr später ein Stipendium der „Villa minima“ in Brühl. Er nahm 1988 an dem internationalen Bildhauersymposium der Stadt Bielefeld teil. Im darauf folgenden Jahr Teilnahme am internationalen Bildhauersymposium in Portorož, Slowenien. Einem Auslandsaufenthalt in Moskau 1991 folgten bis 1996 ausgedehnte Reisen durch Osteuropa. 1998 Arbeitsaufenthalt auf Teneriffa, gefördert durch die Gernot-Huber Stiftung. 2003 Mitbegründer der deutsch-polnischen Künstlergruppe RAR. Von 2007 bis 2020 hatte er einen Lehrauftrag an der Kunstakademie Münster sowie an der Fachhochschule Münster Fachbereich Architektur inne. Er lebt und arbeitet in Köln.
2012 wurde ihm mit der Künstlergruppe RAR der Sonderpreis des Schlesischen Kulturpreises durch das Bundesland Niedersachsen verliehen.
In den Jahren 2015, 2018, 2023 und 2024 erfolgte ein zweimonatiger Aufenthalt in der „Cité Internationale des Arts Paris“.

## Zitate
- Über Arne-Bernd Rhaue schreibt der Kunstkritiker Jürgen Kisters: "Rhaues Figuren sind bösartige und verwundbare Geschöpfe, mächtige und hilflose Kreaturen, voller Dynamik und in unheimlicher Verharrung einsame Wesen und paarige Wesen, verstrickt in einen Tumult bewegter Elemente oder verwickelt in nichts anderes als in sich selbst. Sie erscheinen roh und auch wieder zart. Es geht um Leid und Freude, Gewalt und Verletzlichkeit, Geburt und Tod, doch keineswegs theoretisch beladen und in verkopfter Kompliziertheit, sondern ganz einfach und direkt. Er malt in Öl und mit Pigmenten auf festem Papier. Und er gestaltet seine Figuren auf jahrtausendealten Dolomitsteinen. (Katalog "Tenerife" Ausstellung Galerie BMB Amsterdam 1998)

- Über Rhaue sagt der Kölner Ausstellungsmacher Friedhelm Mennekes: „Im großen und ganzen hat er wenig Parallelen. Wenn ich seiner Entwicklung der Figuren nachgehe, dann kann ich große Namen nennen, etwa Giacometti. Ich kann auch Brodwolf nennen. Ich kann auch immer sagen, jedenfalls was die Steingeilheit anbetrifft, hat er eine große Nähe zu Alfred Hrdlicka und anderen großen Klöpfern und Hämmerern unserer Zeit. Aber er ist ein Einzelgänger.“  („Arne-Bernd Rhaue-Steingeil“   Produktion: Alpha Entertainment Köln 1996)

## Ausstellungen
- 1984 Skulpturenhof der Kunsthalle Nürnberg
- 1984 Galerie Nebelung Düsseldorf
- 1985 Stadtmuseum Fembohaus Nürnberg
- 1987 Kunst-Station Sankt Peter Köln
- 1988 Galerie Hilger Wien
- 1988 Kunsthalle Bielefeld
- 1989 Galerie Hilger Frankfurt
- 1990 Diözesanmuseum Kattowitz/Polen
- 1991 „Skulpturen“ Kunst-Station Sankt Peter Köln mit Eduardo Chillida
- 1992 Union Galerie Moskau
- 1993 „Aus Passion“ Museum Kranenburg
- 1996 Galerie Olaf Zimmermann Mönchengladbach
- 1996 Galerie Thomas Zander Köln
- 1997 „Raumzeichen“ Gothaer Kunstforum Köln
- 1998 „Tenerife“ Galerie BMB Amsterdam und Galerie Thomas Zander Köln
- 1999 Oberlausitzer Kunstverein e.V Görlitz
- 1999 Skulpturenpark Moskau der Tretjakow-Galerie
- 2000 Galerie Thomas Zander Köln
- 2001 Kunstverein „La Tarusse“ Lüttich/Belgien
- 2002 Kunstgarage Universität Oppeln/Polen
- 2003 Ausstellungsbüro Kattowitz/Polen
- 2003 Galerie der Universität Bilkent/Ankara
- 2005 „Revision“ Städtische Sammlung Görlitz
- 2007 Fondation Felicien Rops
- 2007 Chateau de Thozee/Belgien
- 2007 Alter Bahnhof Kattowitz (Schlesische Stiftung)Polen
- 2008 „PRIVAT“ Kunstverein Friedrichshafen
- 2008 Schlesisches Museum Görlitz (Künstlergruppe RAR)
- 2009 Dommuseum Frankfurt am Main
- 2010 „Synergia“ Fondation Felicien Rops
- 2010 Chateau de Thozee/Belgien
- 2010 Internationales Bildhauersymposium  Shagorod/Ukraine
- 2010 Galerie Inny Tarnowitz/Polen (Künstlergruppe RAR)
- 2010 „Neue Expression“ Open Gallery Moskau
- 2010 „Kleine Dinge“ Open Gallery Moskau
- 2011 St.Heribert Köln (deutzkultur e.V.)
- 2011 „Quergänger“ Lo spirito del Lago Italien
- 2011 Diözesanmuseum Kattowitz (Künstlergruppe RAR)Polen
- 2011 Schlesisches Museum Opole (Künstlergruppe RAR)Polen
- 2012 Städtisches Museum Ostrava (Künstlergruppe RAR)Tschechien
- 2013 Niedersächsische Landesvertretung (Künstlergruppe RAR)Berlin
- 2014 Kunstverein Bedzin Polen
- 2014 Gruppenausstellung „Von Dort und Hier Köln-Liverpool“ Auferstehungskirche Köln
- 2016/17 Projekt im öffentlichen Raum „Trotzalledem“ Bierun/Polen
- 2018 Städtische Galerie Tychy (Künstlergruppe RAR)
- 2023/2024 Schlesisches Museum Görlitz (Kunst und Krieg) (Künstlergruppe RAR)

## Arbeiten im öffentlichen Besitz
- Stadt Nürnberg
- Kunstmuseum Düsseldorf
- Germanisches Nationalmuseum
- Stadt Bielefeld
- Obalnje Galerie Piran/Slowenien
- Stadt Quakenbrück
- Eduardus Krankenhaus Köln
- St. Anna-Stift Bochum
- Sammlung Van der Grinten im Museum Schloß Moyland
- Städtische Sammlung Görlitz
- Bundesstiftung Flucht, Vertreibung, Versöhnung Berlin, 2021 (Künstlergruppe RAR)

## Arbeiten im sakralen Raum
- Heilig-Kreuz Kirche Osnabrück
- St.-Ludgerus-Kirche Norderney
- Kapelle Marien Hospital Papenburg